# Pallacanestro al X Festival olimpico estivo della gioventù europea
Le competizioni di pallacanestro al X Festival olimpico estivo della gioventù europea si sono svolte dal 19 al 24 luglio 2009 a Tampere, in Finlandia

## Podi

### Ragazzi
| Evento          | Oro      | Argento | Bronzo  |
| Torneo maschile | Lituania | Russia  | Turchia |

### Ragazze
| Evento           | Oro     | Argento | Bronzo  |
| Torneo femminile | Francia | Belgio  | Turchia |